# 保々駅
保々駅（ほぼえき）は、三重県四日市市小牧町にある、三岐鉄道三岐線の駅である。ナンバリングはS06。
構内に車両区・施設区・コントロールセンターが置かれて、三岐線の運転上の中枢駅である。

## 歴史
- 1931年（昭和6年）7月23日：三重郡保々村に当駅が開業[1]。

## 駅構造
島式ホーム1面2線を有する地上駅。下り本線に保々車両区からの線路が合流する。旅客列車の待避待ちのための貨物本線が設けられ、上下両方向から入線できる。車両区から出庫して上り近鉄富田行きになる列車は下り本線から発車するため、下り本線には上り出発信号機が設置されている。また、当駅で車両の取替を行う列車があり、取替後の下り列車は上り本線から発車するため、上り本線には下り出発信号機が設置されている。貨物列車の通過運転があるため、場内信号機には通過信号機が併設されている。
先述の通り車両区が併設された主要駅であるが、旅客案内上は特殊勤務駅で、早朝夜間は無人となる。

### のりば
| 号線   | 路線     | 方向 | 行先         |
| ------ | -------- | ---- | ------------ |
| 駅舎側 | S 三岐線 | 下り | 西藤原方面   |
| 反対側 | S 三岐線 | 上り | 近鉄富田方面 |

※案内上のホーム番号は割り当てられていない。

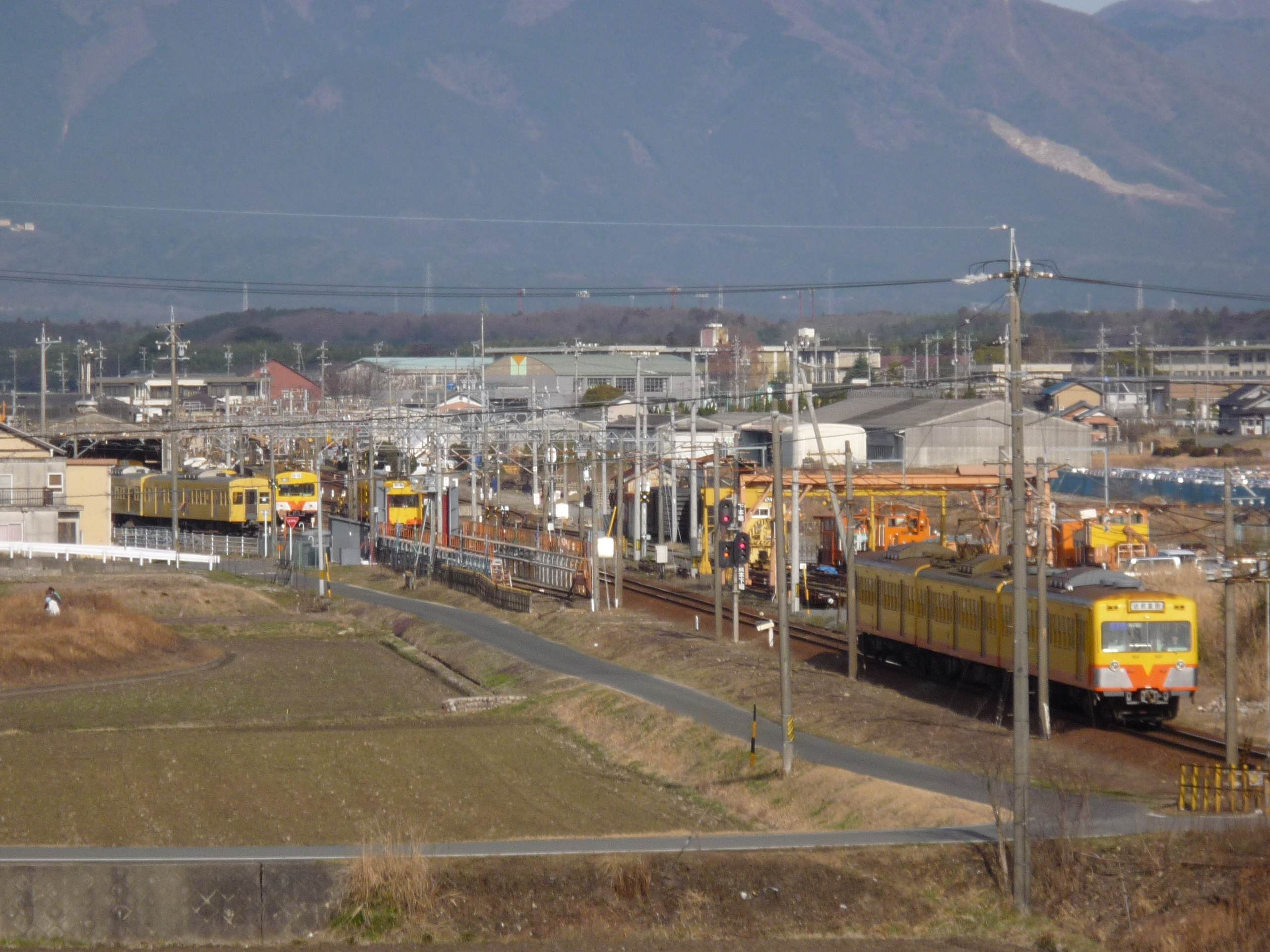
保々車両区（2009年4月）
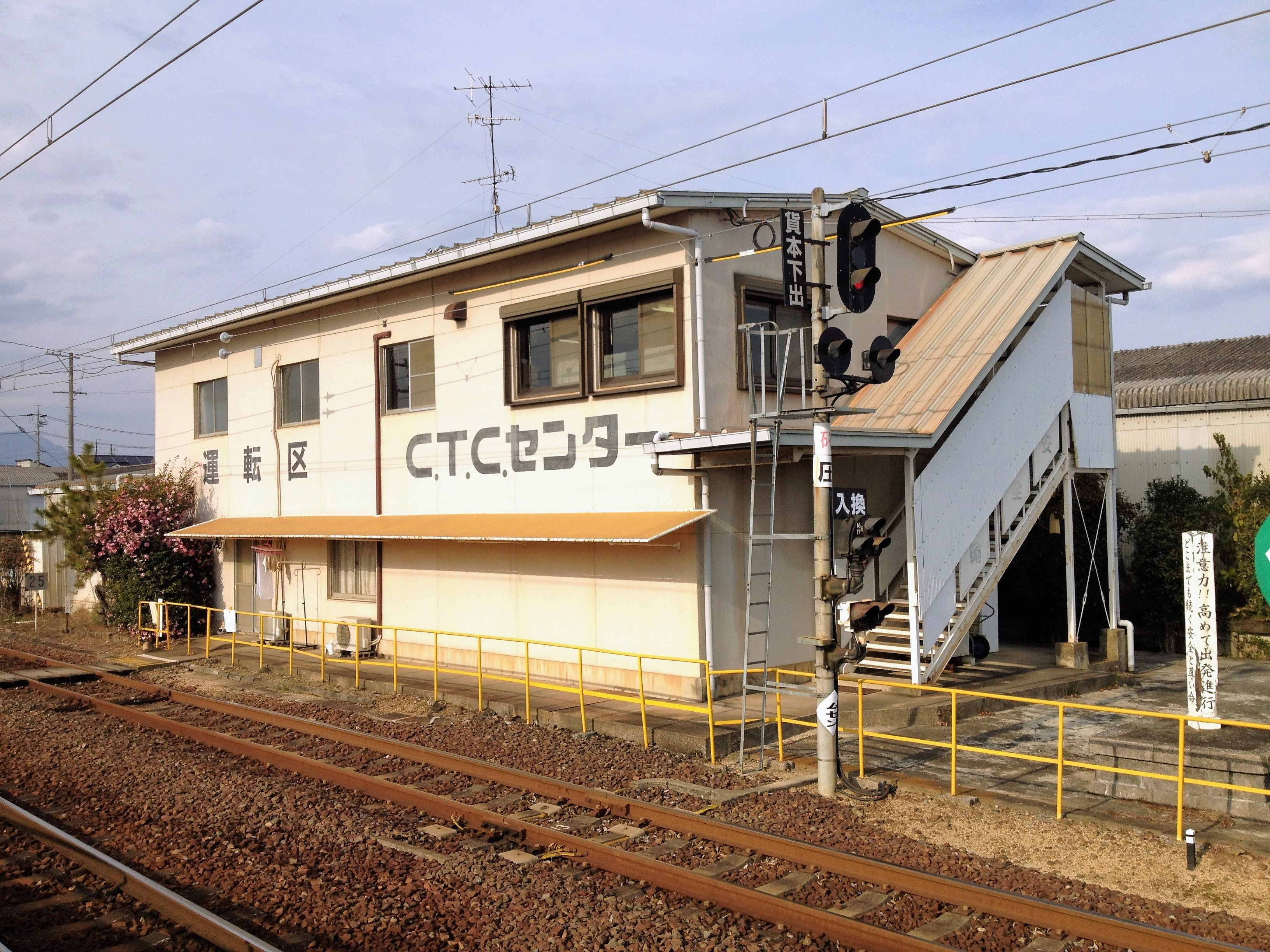
駅構内にあるCTCセンター（2017年12月）

## ダイヤ面
定期列車として当駅 -近鉄富田駅間の区間運転列車が設定されている。検査後の試運転列車は当駅から伊勢治田駅間で往復し、伊勢治田駅では貨物本線で折り返す。
大雨や大雪などの際は当駅から西藤原駅までの間で運転が取りやめられる事が多く、この場合は保々駅-近鉄富田駅で2本程度の列車が行き来する形で運行される。
乗務員は当駅で交代するが、全線を通して運転する列車もある。ただし、車掌は当駅での交代は基本的に行わない。

## 利用状況
「三重県統計書」によると、1日の平均乗車人員は以下の通りである。
| 年度   | 一日平均 乗車人員 |
| ------ | ----------------- |
| 1997年 | 372               |
| 1998年 | 392               |
| 1999年 | 403               |
| 2000年 | 435               |
| 2001年 | 463               |
| 2002年 | 461               |
| 2003年 | 468               |
| 2004年 | 474               |
| 2005年 | 523               |
| 2006年 | 544               |
| 2007年 | 557               |
| 2008年 | 555               |
| 2009年 | 577               |
| 2010年 | 600               |
| 2011年 | 594               |
| 2012年 | 587               |
| 2013年 | 598               |
| 2014年 | 619               |
| 2015年 | 644               |
| 2016年 | 608               |
| 2017年 | 611               |
| 2018年 | 632               |
| 2019年 | 583               |

## 駅周辺
田畑が大きく広がるが、駅裏側（朝明川寄り）には製袋工場がある。南へ少し離れた所を新名神高速道路が通り、それに沿って亀山方面へ進むと三重県立朝明高等学校に至る。同校設立にあたり三岐鉄道が土地の譲渡などの誘致活動を行ったが駅からやや離れた所にある。小学校や中学校は駅の北西側にあり、その北側を朝明川が流れる。
- 四日市市役所保々地区市民センター
- 四日市市立保々中学校
- 四日市市立保々小学校
- 保々こども園
- 保々郵便局
- 鎧塚古墳
- トーホー四日市工場[5]
- 行円寺
- 三重県道14号菰野東員線
- 三重県道621号永井保々停車場線
- 三重県道622号小牧小杉線
- 朝明川 - 堤防は桜の名所となっている。

かつては駅西側に秤乃館というはかりの博物館があったが、2014年（平成26年）3月30日をもって閉館した。なお、駅付近にはバス停は設けられていない。

## 隣の駅
三岐鉄道
S 三岐線
山城駅(S05) - 保々駅(S06) - 北勢中央公園口駅(S07)